# Here Comes the Kraken
Gli Here Comes the Kraken sono un gruppo messicano deathcore. Attualmente è composto dal cantante Daniel, dai chitarristi Alex e Gates, dal bassista Alexa e dal batterista Deivis.

## Storia del gruppo
La band si è formata nel 2007 ad Aguascalientes. Nel loro primo anno di attività realizzarono un CD demo, grazie al quale ottennero un contratto dalla Concreto Record nel 2008, con la quale pubblicarono il loro primo album in studio, dal titolo omonimo.
Il loro secondo album uscì nel 2011.

## Formazione
- Daniel - voce
- Alex - chitarra
- Gates - chitarra
- Alexa - basso
- Daivis - batteria

## Discografia

### Album in studio
- 2008 - Here Comes the Kraken
- 2011 - Hate Greed and Death